# Resolutie 627 Veiligheidsraad Verenigde Naties
Resolutie 627 van de Veiligheidsraad van de Verenigde Naties werd op 9 januari 1989 unaniem aangenomen, als eerste VN-Veiligheidsraadsresolutie van dat jaar.

## Achtergrond
Nagendra Singh werd op 6 februari 1973 lid van het Internationaal Gerechtshof en diende van 1985 tot 1988 als voorzitter van het Hof. Hij overleed op 11 december 1988 in Den Haag aan een hartaanval.
Op 18 april 1989 beslisten de Veiligheidsraad en de Algemene Vergadering dat de ambtstermijn, die nog liep tot februari 1991, zou worden voltooid door Raghunandan Pathak die eveneens uit India afkomstig was.

## Inhoud
De Veiligheidsraad:
- betreurt het overlijden van Singh op 11 december;
- merkt op dat een positie bij het Internationaal Gerechtshof is vrijgekomen voor de rest van de ambtstermijn die volgens het Statuut van het Hof moet worden ingevuld;
- merkt op dat de datum van de verkiezingen om de positie in te vullen moet worden vastgelegd door de Veiligheidsraad;
- beslist dat de verkiezing zal plaatsvinden op 18 april op een vergadering van de Veiligheidsraad en een vergadering van de Algemene Vergadering tijdens haar 43e sessie.

## Verwante resoluties
- Resolutie 595 Veiligheidsraad Verenigde Naties (1987)
- Resolutie 600 Veiligheidsraad Verenigde Naties (1987)
- Resolutie 708 Veiligheidsraad Verenigde Naties (1991)
- Resolutie 805 Veiligheidsraad Verenigde Naties (1993)

Lijst ·  627 ·  628 ·  629 ·  630 ·  631 ·  632 ·  633 ·  634 ·  635 ·  636 ·  637 ·  638 ·  639 ·  640 ·  641 ·  642 ·  643 ·  644 ·  645 ·  646